# Gótikus negyed (Barcelona)
A barcelonai gótikus negyed (Barri Gòtic) a katalán város legrégebbi területe.

## Története

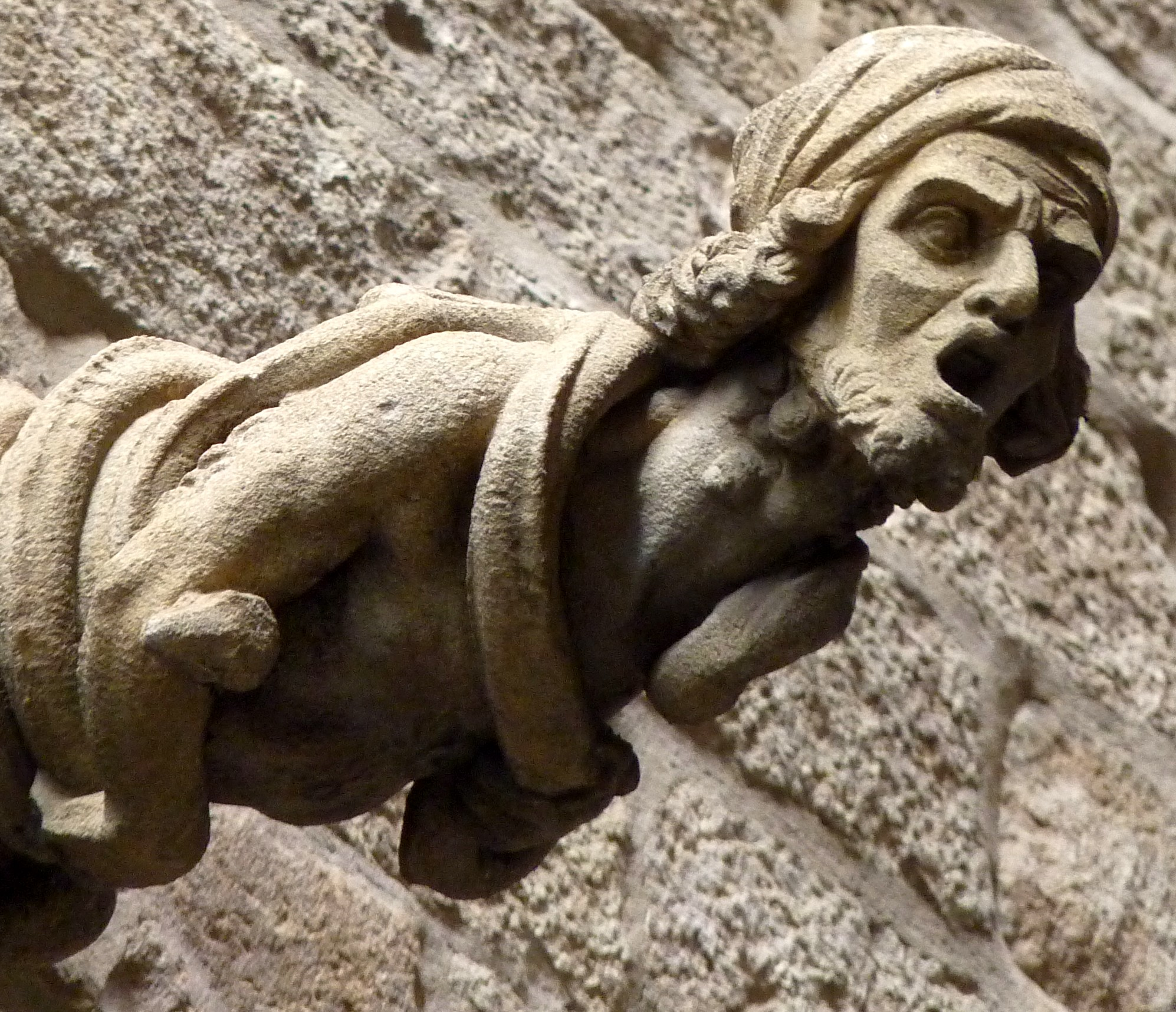
Vízköpő a gótikus negyedben

A ma gótikus negyednek nevezett területen, amelyet nyugatról a Rambla, keletről a Via Leietana határol, a rómaiak alapították a Taber-hegyen az időszámítás előtti 133-ban. A település a Colonia Faventia Julia Augusta Pia Paterna Barcino nevet kapta, amelyet röviden Bracinóként használtak. A kolóniát Augustus temploma körül építették, amely a mai Plaça Sant Jaume északi részén állt.
A települést fallal vették körül, amely nyolc méter széles és 18 méter magas volt. A falat 78 megerősített toronnyal tették védhetőbbé. Az akkori viszonyok között az 1270 méteres fal impozáns építménynek számított. A környező földeket olyan legionáriusok kapták, akik legalább 16 évet szolgáltak a római hadseregben.
A 2. században Barcinónak 3500-5000 lakosa volt. Az első keresztények a 3. században érkeztek a területre. 714-ben a mórok harc nélkül foglalták el, így Barcelona elkerülte a pusztítást. A negyed mai ékköve, a katedrális elődjét mecsetté alakították át. A mór uralom kevesebb mint száz évig tartott. A 12. században  Barcelona a legerősebb hatalom lett a Földközi-tenger nyugati medencéjében.
Az egykori fő utcák, a Decumanus Maximus és a Cardo Maximus ma is megvannak, de épületeik főként a 14-15. századból származnak, amikor Barcelona igazi tengeri nagyhatalommá vált. A negyedet számos keskeny utcácska szegi át, központjában a katedrális áll. A városfalakat 1854 és 1856 között rombolták le. A területet számos alkalommal renoválták, legutóbb az 1992-es nyári olimpiai játékok előtt. A középkori városrész jelentős részéről kitiltották a járműforgalmat.

### Zsidónegyed
A zsidónegyed, az El Call a gótikus negyeden belül található. A  Plaça Sant Jaume északnyugati sarkánál kezdődik. Az El Call kicsi utcát, sikátort jelent. A 13. században nagyjából négyezer zsidó élt a területen, ők tették ki a lakosság 15 százalékát. Sokuk orvosként, tudósként, kereskedőként, a katalán arisztokrácia pénzkölcsönzőjeként tevékenykedett. A Közel-Kelettel és Észak-Afrikával folytatott kereskedelmük jelentősen hozzájárult a város fejlődéséhez. 1424-ben azonban valamennyi zsidónak el kellett hagynia a várost. A Gótikus negyedben fennmaradt zsinagógák kifejezetten kicsik, mivel egy királyi rendelet értelmében a zsidók imaházai nem lehettek nagyobbak a legkisebb keresztény templomnál. A Nagy zsinagóga Spanyolország legrégebbi és Európa egyik legöregebb ilyen jellegű létesítménye.

## Főbb látnivalók
- La Rambla – Barcelona híres, fasorokkal szegélyezett sétálóutcája, amely a Gótikus negyedet szegélyezi. Az 1,3 kilométer hosszú szakasz a Plaça Catalunyától a Kolumbusz-szoborig tart.
- Via Sepulcral Romana – A római korból fennmaradt temető, amely a korabeli, 1-3. századi törvényeknek megfelelően a városfalon kívül kapott helyet. Nyolcvanöt sírhelyet tartalmaz a temető.
- Katedrális – A barcelonai katedrálist a mártír Szent Euláliának, Barcelona védőszentjének ajánlották, akit 290-ben halálra kínoztak. Holttestét a főoltár alatt temették el. A katedrálist 1448-ban fejezték be. A székesegyház mellett láthatók egy római templom és az egykori vízvezeték romjai.
- Katalán történeti múzeum – A Museu d'Història de Catalunya egy téglaépületben kapott helyet, amelyet a 19-20. században raktárnak használtak. A kiállításon Katalónia történelmét, tárgyi emlékeit lehet megismerni.
- Plaça de Sant Jaume – A tér már a rómaiak korában is fontos szereppel bírt, két fontos út találkozásánál alakították ki. 1931-ben a téren kiáltották ki a köztársaságot.
- Plaça Reial – A teret övező klasszikus épületeket egy kapucinus kolostor helyére építették 1848 és 1859 között. A tér közepén a három gráciáról elnevezett öntöttvas szökőkút áll. A közvilágítást szolgáltató lámpákat Antoni Gaudí tervezte.
- Plaça del Rei – A tér eredete a 14. századba nyúlik vissza, valószínűleg ez a tér őrizte meg leginkább középkori formáját. A királyi palota, a Mirador del Rei Martí torony és az egykori római városfal egy darabja szegélyezi.
- Santa Maria del Pi – A bazilikának nyolcszögletű, 54 méter magas tornya van, amelyből nagyszerű kilátás nyílik az egész óvárosra.
- Plaça Felip Neri – 1938. január 30-án Francisco Franco fasiszta csapatai két bombát dobtak a térre, amelyek 42 embert, elsősorban iskolás gyerekeket öltek meg. Az oktatási intézmény ma is működik.

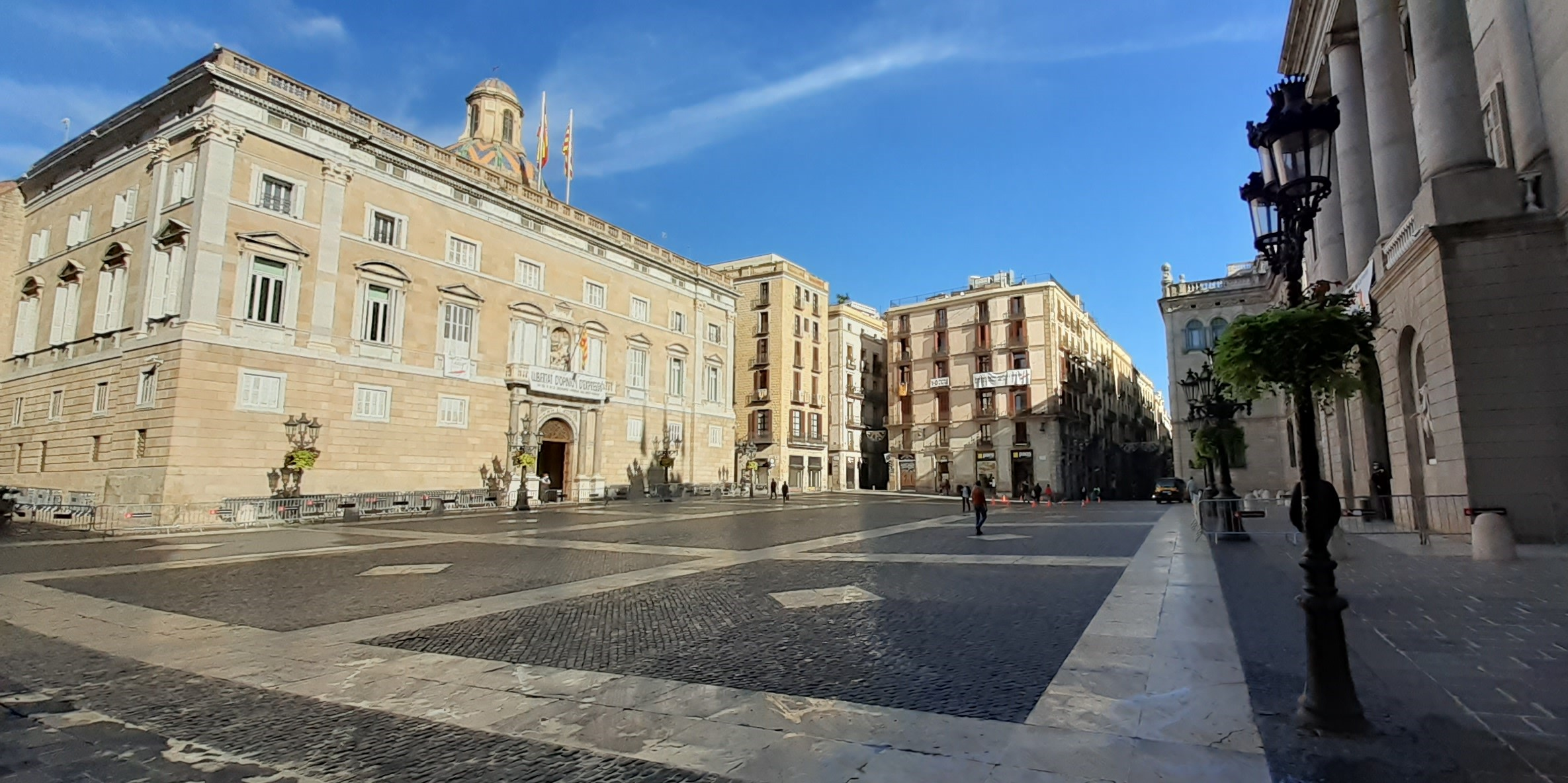
Plaça Sant Jaume
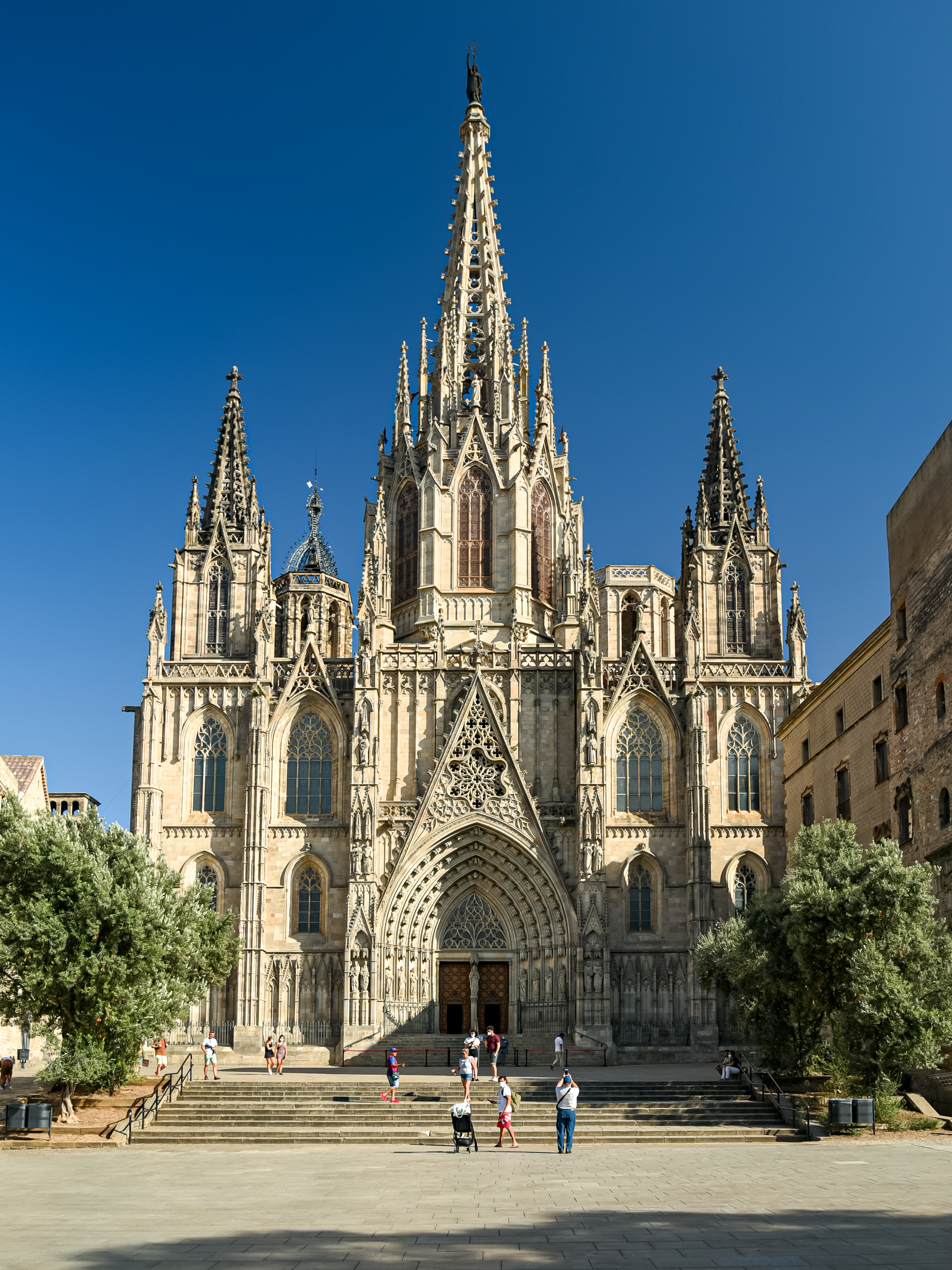
A katedrális
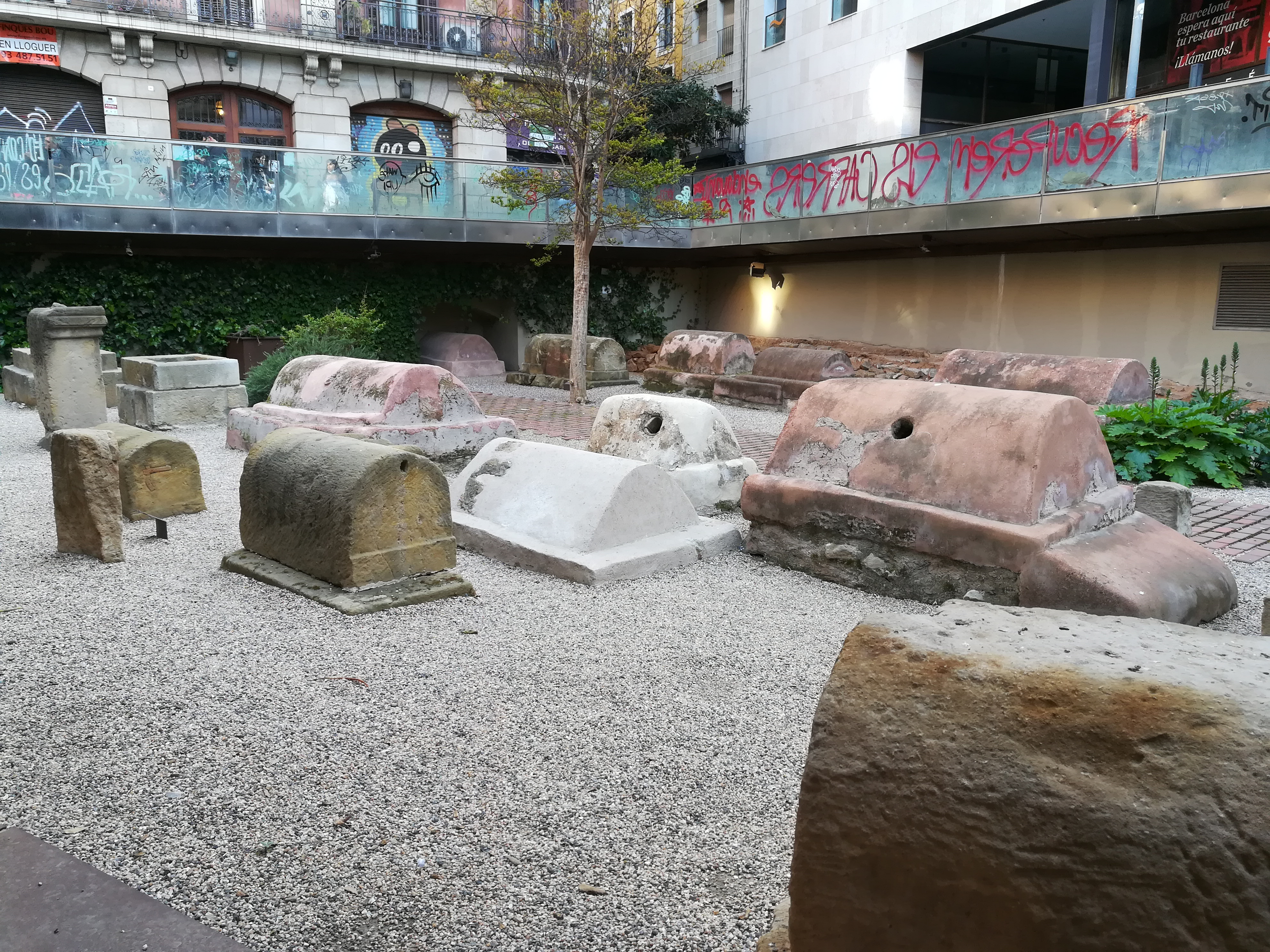
Via Sepulcral Romana
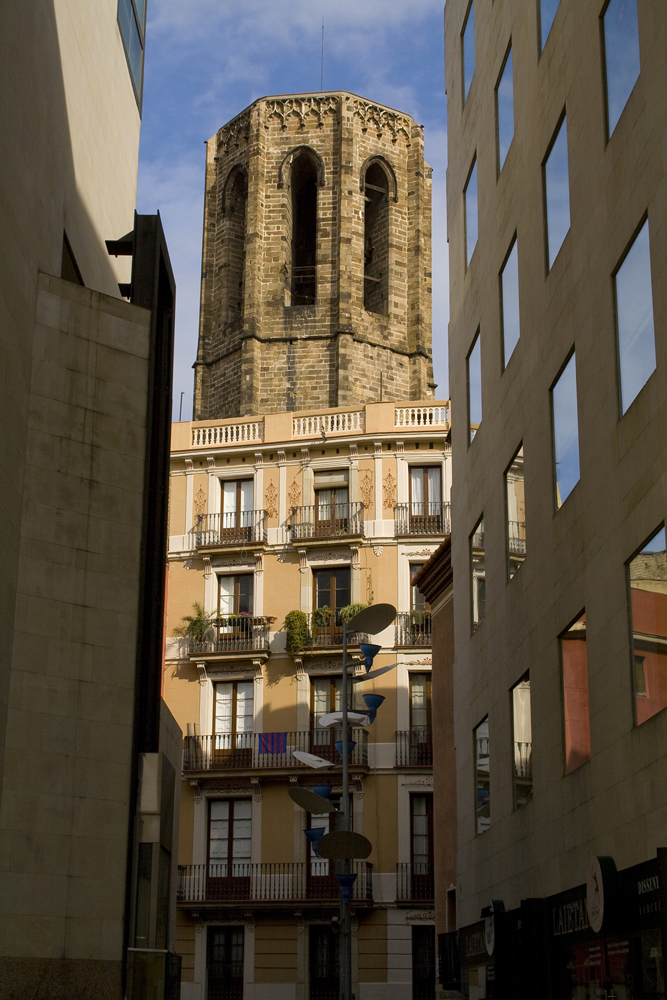
Santa Maria del Pi
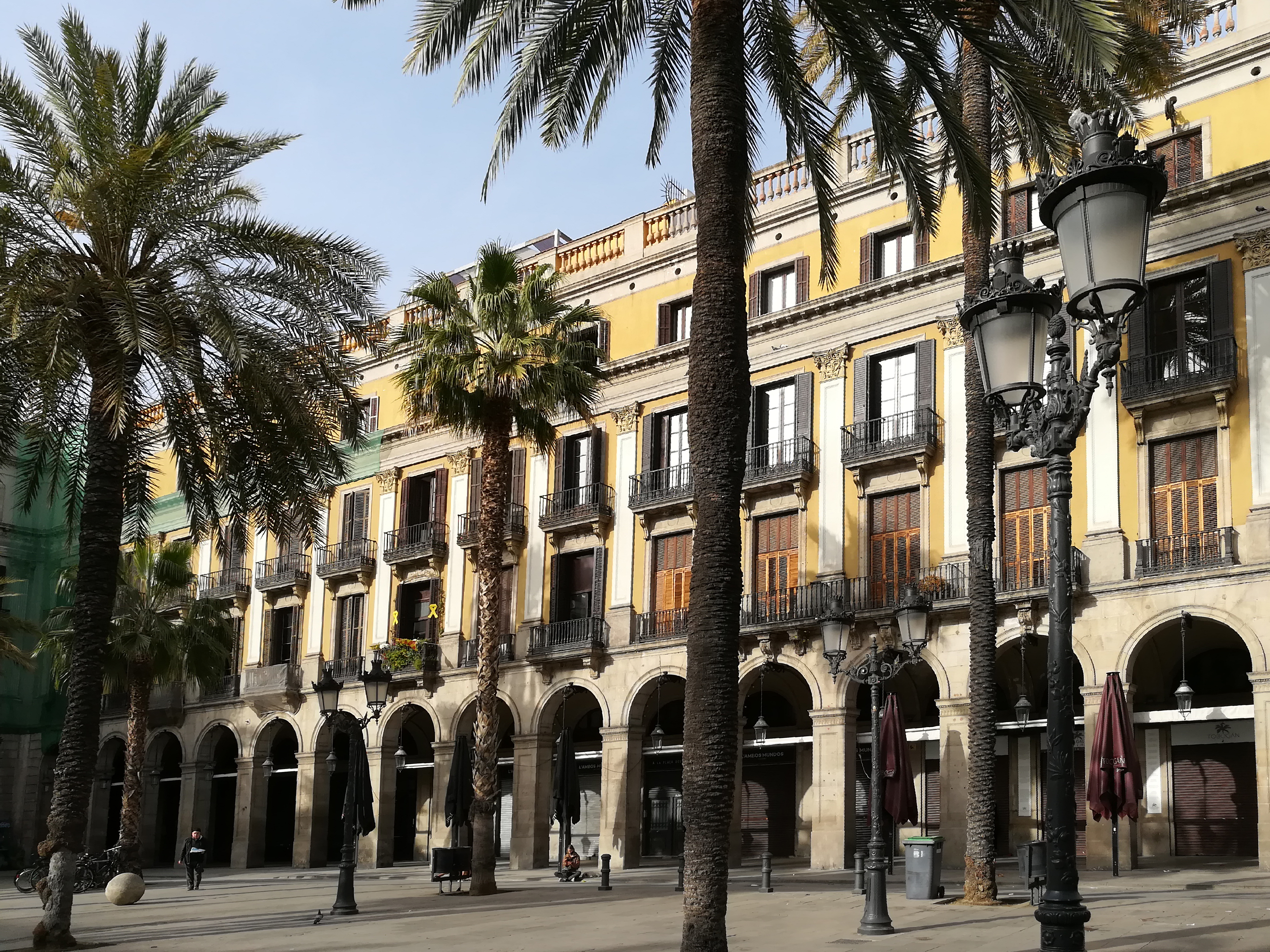
Plaça Reial